# Jorge Brum do Canto
Jorge Júdice Limpo Brum do Canto OSE • GCIH (Anjos, Lisboa, 10 de Fevereiro de 1910 — Alto do Pina, Lisboa, 7 de Fevereiro de 1994) foi um cineasta, pescador desportivo e gastrónomo português.

## Biografia
Jorge Brum do Canto nasceu no n.º 40 da Rua Capitão Renato Baptista, freguesia dos Anjos, Lisboa, a 10 de Fevereiro de 1910, filho de Salvador Manuel Brum do Canto (natural de Lisboa, Santa Isabel, 9 de junho de 1885, e batizado na freguesia de Tenões, Braga, 8 de dezembro de 1885 - Lisboa, 3 de Novembro de 1918), advogado, fidalgo, cavaleiro da Casa Real, antigo deputado da Nação, duma família com raízes açorianas e madeirenses, e de sua mulher Bertha Júdice Rocha Rosa Limpo (Quelimane, 1894 - Lisboa, 12 de Abril de 1976). Tinha ascendência flamenga (Bruyn) e inglesa (Kent) pelo lado paterno e italiana pela avó materna.
Em Lisboa faz o liceu e ingressa na Faculdade de Direito, curso que não concluiria. Ainda criança começa a publicar textos sobre cinema, em 1925 faz um primeiro papel no cinema (em O Desconhecido de Rino Lupo), em 1927 é O Século que o tem como crítico cinematográfico onde, a partir do ano seguinte, assinaria uma página semanal, O Século Cinematográfico, que duraria até 1929. Seria entretanto redactor e/ou colaborador de várias revistas de cinema que então floresceram (Cinéfilo, Kino, Imagem).
Fascinado pelo vanguardismo francês,[carece de fontes?] aos 18 anos de idade realiza o filme A Dança dos Paroxismos, cuja rodagem arranca nos últimos dias de 1929. O filme, produzido pela firma Mello, Castello Branco, Lda., só teve uma exibição pública em Novembro de 1930, voltando a ver projectado a 27 de Outubro de 1984, na Cinemateca Portuguesa, que possui o negativo e as únicas cópias existentes. Dois anos depois tenta uma nova fita, que ele próprio produz (Paisagem), mas que nunca completara por razões financeiras. Até 1935 filma alguns documentários, mas o profissionalismo só ocorreria nesse ano,[carece de fontes?] quando é autor do roteiro de As Pupilas do Senhor Reitor, de Leitão de Barros, a que se segue, em 1936, O Trevo de Quatro Folhas, de Chianca de Garcia, filme em que é assistente geral.
Em 1936-1937, no meio de vicissitudes de produção várias, realiza a sua primeira longa-metragem, A Canção da Terra, filme que seria recebido como um acontecimento. A carreira de Brum do Canto estava lançada e até os primeiros anos da década de 1950 rodaria mais seis longas-metragens. De 1953 a 1959 interrompe os seus trabalhos no cinema e até à residência em Lisboa, fixa-se na ilha de Porto Santo, onde possui largas propriedades, dedicando-se à administração agrícola e à pesca desportiva, uma das suas paixões. Voltaria ao cinema na década seguinte com três filmes. A 17 de Abril de 1967, foi feito Oficial da Antiga, Nobilíssima e Esclarecida Ordem Militar de Sant'Iago da Espada, do Mérito Científico, Literário e Artístico. Em 1973 o grande público descobre-o como actor, em peças teatrais na RTP, onde faz, com grande sucesso, O Grande Negócio, de Paddy Chayefsky, e 12 Homens em Conflito, de Reginald Rose (ambas dirigidas por Artur Ramos). Ainda como actor voltaria à RTP em 1975 na série Angústia para o Jantar, de Jaime Silva.
As suas paixões pela pesca e pela culinária deixaram também alguns registos públicos, nomeadamente como director gráfico e responsável pela secção de pesca da revista Diana e como co-autor (a partir da 23.ª edição) de O Livro de Pantagruel, de sua mãe, Bertha Rosa Limpo.
Nunca casou, nem teve descendência.
Sobre Jorge Brum do Canto foi realizada, em 1982, a média-metragem Jorge Brum do Canto para a RTP (série Quem é Quem, realizador João Roque) e a Cinemateca Portuguesa, em 1984, editou um catálogo (com organização literária de José Matos-Cruz).
Morreu a 7 de fevereiro de 1994, na freguesia do Alto do Pina, em Lisboa.
A 9 de Junho de 1994, foi agraciado com a Grã-Cruz da Ordem do Infante D. Henrique a título póstumo.

## Homenagem
Possui desde 1994 uma rua com o seu nome no Bairro do Caramão da Ajuda, Lisboa.

## Filmografia

### Como realizador
- O Crime de Simão Bolandas (1984)
- Cruz de Ferro (1967)
- Fado Corrido (1964)
- Retalhos da Vida de Um Médico (1962)
- Chaimite (1953)[6]
- Ladrão, Precisa-se!… (1946)
- Um Homem às Direitas (1945)
- Fátima, Terra de Fé (1943)
- Lobos da Serra (1942)
- João Ratão (1940)[7]
- A Canção da Terra (1938)
- A Hora H (1938)
- Berlengas (1934)
- A Doença dos Ulmeiros (1934)
- A Obra da Junta Autónoma das Estradas (1934)
- O Bicho da Seda (1934)
- Abrantes (1933)
- Nada de Novo… em Óbidos (1933)
- Sintra, Cenário de Filme Romântico (1933)
- Uma Tarde em Alcácer (1933)
- Fabricação de Mangueiras (1932)
- A Dança dos Paroxismos (1929)[3]

### Como actor (nos seus filmes)
- A Dança dos Paroxismos
- A Hora H (como membro da Orquestra Aldrabófona)
- Chaimite[6]
- Fado Corrido
- A Cruz de Ferro